# Giao thức (lập trình hướng đối tượng)
Bản mẫu:Redirect distinguish
Trong lập trình hướng đối tượng, giao thức (tiếng Anh: protocol) hay giao diện (interface) là một phương tiện phổ biến để các đối tượng không liên quan giao tiếp với nhau. Đây là định nghĩa về phương thức và giá trị mà các đối tượng đồng ý để hợp tác.
Ví dụ, trong Java (nơi các giao thức còn được gọi là giao diện), giao diện Comparable đặc tả một phương thức compareTo() mà các lớp hiện thực giao diện này phải hiện thực phương thức đó. Điều đó có nghĩa là một phương pháp sắp xếp riêng biệt, ví dụ như, có thể sắp xếp bất cứ đối tượng này có hiện thực giao diện Comparable, mà không cần biết chút gì về bản chất bên trong của lớp đó (ngoại trừ hai đối tượng được so sánh bằng phương thức compareTo()).
Giao thức là một mô tả về:
1. Các thông điệp được hiểu bởi đối tượng.
2. Các đối số mà những thông điệp có thể được cung cấp.
3. Các kiểu của kết quả mà thông điệp trả về.
4. Tính bất biến (invariant) được giữ nguyên bất chấp sự sửa đổi trạng thái của một đối tượng.
5. Các tình huống đặc biệt sẽ được yêu cầu xử lý bởi máy khách tới đối tượng.

Nếu đối tượng được đóng gói hoàn toàn thì giao thức sẽ mô tả cách duy nhất mà các đối tượng được truy xuất bởi các đối tượng khác.
Một số ngôn ngữ lập trình cung cấp hỗ trợ ngôn ngữ rõ ràng cho giao thức hay giao diện (Ada, C#, D, Dart, Delphi, Go, Java, Logtalk, Object Pascal, Objective-C, PHP, Racket, Seed7, Swift). Trong C++ giao diện còn được gọi là lớp nền trừu tượng (abstract base class) và được hiện thực bằng hàm ảo thuần túy (pure virtual function). Các tính năng hướng đối tượng trong Perl cũng hỗ trợ giao diện.
Mặc dù ngôn ngữ lập trình Go thường không được xem là ngôn ngữ hướng đối tượng, nó vẫn cho phép phuiwong thức được định nghĩa bằng kiểu người dùng định nghĩa (user-defined type). Go có kiểu "giao diện" tương thích với bất cứ kiểu nào hỗ trợ một tập các phương thức (các kiểu này không yêu cầu phải hiện thực rõ ràng giao diện). Giao diện rỗng, interface{}, tương thích với tất cả các kiểu.
Lưu ý rằng ngôn ngữ lập trình hàm (functional programming) và lập trình phân tán (distributed programming) có một khái niệm cũng gọi là "giao thức", nhưng ý nghĩa có chút khác biệt (ví dụ một đặc tả cho phép trao đổi thông điệp, nhấn mạnh vào trao đổi chứ không phải vào nội dung thông điệp). Điểm khác biệt này do giả định khác nhau giữa mẫu hình lập trình hàm và lập trình hướng đối tượng. Cụ thể, những điểm sau được xem là một phần của giao thức trong những ngôn ngữ đó:
1. Các chuỗi được cho phép của thông điệp,
2. Những hạn chế với các đối tượng tham gia trong giao tiếp,
3. Các hiệu ứng mong đợi sẽ xả ra khi thông điệp được xử lý.

Lớp kiểu (type class) trong các ngôn ngữ như Haskell được sử dụng nhiều cho những thứ mà sự kiện được dùng cho.